# Mitsukejima
Mitsukejima (jap. 見附島, dt. „gefundene Insel“) ist eine kleine unbewohnte japanische Insel im Japanischen Meer unmittelbar vor der Küste der Noto-Halbinsel. Sie gehört zur Stadt Suzu in der Präfektur Ishikawa.
Nach der Überlieferung wurde die Insel von dem japanischen Mönch, Gelehrten und Künstler Kūkai (774–835) auf einer seiner Pilgerreisen entdeckt und von ihm auch benannt.
Mitsukejima ist ungefähr 150 Meter lang, 50 Meter breit und ragt 30 Meter über den Meeresspiegel hinaus. Die Insel besteht überwiegend aus Kieselerde.
Aufgrund ihrer markanten Form ist die Insel ein beliebtes Ausflugsziel für Besucher der Halbinsel Noto. Sie teilt sich mit der verlassenen Insel Hashima den Spitznamen Gunkanjima (軍艦島, dt. „Kriegsschiff-Insel“).